# Řád Spasitele
Řád Spasitele (řecky: Τάγμα του Σωτήρος) je řecký řád. Založil ho řecký král Otto I. jako obecně záslužný řád. Udělován byl za monarchie v Řecku. Udělován je i v rámci řecké republiky.

## Vzhled řádu
Odznakem je zlatý, bíle smaltovaný osmihrotý kříž. V kulatém středovém medailonu je vyobrazena hlava krále Otty I., okolo se vine nápis v řečtině znamenající Otto I., král Hellénů, na zadní straně pak bílý řecký kříž v modrém poli (státní znak Řecka). Kříž leží na zeleném vavřínovém věnci a je převýšen královskou korunou.
V roce 1863 se na řecký královský trůn dostala dynastie Glücksburků v osobě krále Jiřího, který pozměnil vzhled řádu. Ve středu nahradila Ottovu hlavu hlava Ježíše Krista, změněn byl i nápis na Η ΔΕΞΙΑ ΣΟΥ ΧΕΙΡ, ΚΥΡΙΕ, ΔΕΔΟΞΑΣΤΑΙ ΕΝ ΙΣΧΥΙ (E dexia so kheir, Kyrie, dedoxastai en iskyi / Tvá pravice, Pane, je oslavena mocí). Vzadu byl řecký znak doplněn heslem Η ΕΝ ΑΡΓΕΙ Δ´ ΕΘΝΙΚΗ ΤΩΝ ΕΛΛΗΝΩΝ ΣΥΝΕΛΕΥΣΙΣ - 1829 (E en Argei dethnike ton Ellenikon synedeisis - 1829 / Čtvrté národní shromáždění Řeků na Argu - 1829) v opisu.
Hvězda je stříbrná a osmicípá, se středovým medailonem řádu. Stuha bleděmodrá s bílým postranním proužkem.

## Třídy a způsoby nošení
Řád se dělí do celkem pěti tříd:
- 1. třída: velkokříž – velkostuha, hvězda vlevo
- 2. třída: velkokomtur – u krku, hvězda vpravo
- 3. třída: komtur – odznak zavěšený na stuze u krku
- 4. třída: rytíř zlatého kříže – na prsou, zlatý kříž
- 5. třída: rytíř stříbrného kříže – na prsou, stříbrný kříž[1]

## Známí nositelé
- pravoslavný patriarcha Jan X.